# Чемпионат России по тхэквондо 2023
Чемпионат России по тхэквондо 2023 года среди мужчин и женщин проходил с 23 по 29 сентября во дворце спорта Адыгейского государственного университета «Якуб Коблев» в Майкопе. В турнире приняли участие 393 спортсменов из 49 субъектов.

## Медалисты

### Мужчины
| Весовая категория | Золото                                               | Серебро                               | Бронза                                                                                |
| ----------------- | ---------------------------------------------------- | ------------------------------------- | ------------------------------------------------------------------------------------- |
| до 54 кг          | Владимир Гриценко · Санкт-Петербург                  | Дмитрий Балахнеев · Самарская область | Артём Гончаренко · Краснодарский край Гусейн Казимагомедов · Дагестан                 |
| до 58 кг          | Идар Багов · Московская область · Кабардино-Балкария | Даниил Яхненко · Кабардино-Балкария   | Ибрагим Евлоев · Санкт-Петербург Александр Есипов · Карачаево-Черкесия                |
| до 63 кг          | Михаил Артамонов · Санкт-Петербург                   | Дмитрий Шишко · Санкт-Петербург       | Илья Гикматов · Москва Максим Осин · Москва                                           |
| до 68 кг          | Илья Данилов · Ивановская область                    | Ханмагомед Рамазанов · Татарстан      | Семён Фролов · Татарстан Андрей Канаев · Рязанская область                            |
| до 74 кг          | Кадырбеч Дауров · Адыгея                             | Магомедрасул Омаров · Дагестан        | Магомед Абдусаламов · Дагестан Максим Миронов · Москва                                |
| до 80 кг          | Степан Слепов · Волгоградская область                | Владислав Будин · Москва              | Максим Храмцов · Ханты-Мансийский автономный округ — Югра Иван Пось · Приморский край |
| до 87 кг          | Рафаэль Камалов · Самарская область                  | Александр Пряжников · Москва          | Юрий Кириченко · Ямало-Ненецкий автономный округ Глеб Захаров · Москва                |
| свыше 87 кг       | Владислав Ларин · Карелия · Сахалинская область      | Рафаиль Аюкаев · Самарская область    | Павел Койко · Московская область Кирилл Лисицин · Ростовская область                  |

### Женщины
| Весовая категория | Золото                                                    | Серебро                                    | Бронза                                                                         |
| ----------------- | --------------------------------------------------------- | ------------------------------------------ | ------------------------------------------------------------------------------ |
| до 46 кг          | Милана Бекулова · Московская область · Кабардино-Балкария | Амина Хутова · Карачаево-Черкесия          | Виктория Ерёмина · Самарская область Анастасия Артамонова · Санкт-Петербург    |
| до 49 кг          | Елизавета Ряднинская · Москва                             | Анна Казарновская · Татарстан              | Алиса Ангелова · Самарская область Дана Конюхова · Самарская область           |
| до 53 кг          | Анастасия Субботина · Москва                              | Полина Дзарагазова · Ленинградская область | Елизавета Рожина · Татарстан Камила Гостенкова · Московская область            |
| до 57 кг          | Маргарита Близнякова · Челябинская область                | Кира Скворцова · Самарская область         | Юлия Зайцева · Татарстан Елена Кривейченко · Санкт-Петербург                   |
| до 62 кг          | София Мотлох · Московская область                         | Арина Сагайдачная · Москва                 | Анастасия Баннова · Самарская область Виктория Кучина · Краснодарский край     |
| до 67 кг          | Лилия Хузина · Санкт-Петербург                            | Виктория Железнова · Воронежская область   | Валерия Скапровская · Московская область Диана Проценко · Москва               |
| до 73 кг          | Елизавета Степанова · Москва                              | Нина Урганаева · Дагестан                  | Анна Пеконкина · Челябинская область Анастасия Бакланова · Челябинская область |
| свыше 73 кг       | Кристина Адебайо · Москва                                 | Линара Муслимова · Ульяновская область     | Кристина Сергеева · Самарская область Анна Пичугина · Москва                   |